# Società Sportiva Calcio Napoli 2023-2024
Questa voce raccoglie le informazioni riguardanti la Società Sportiva Calcio Napoli nelle competizioni ufficiali della stagione 2023-2024.

## Stagione

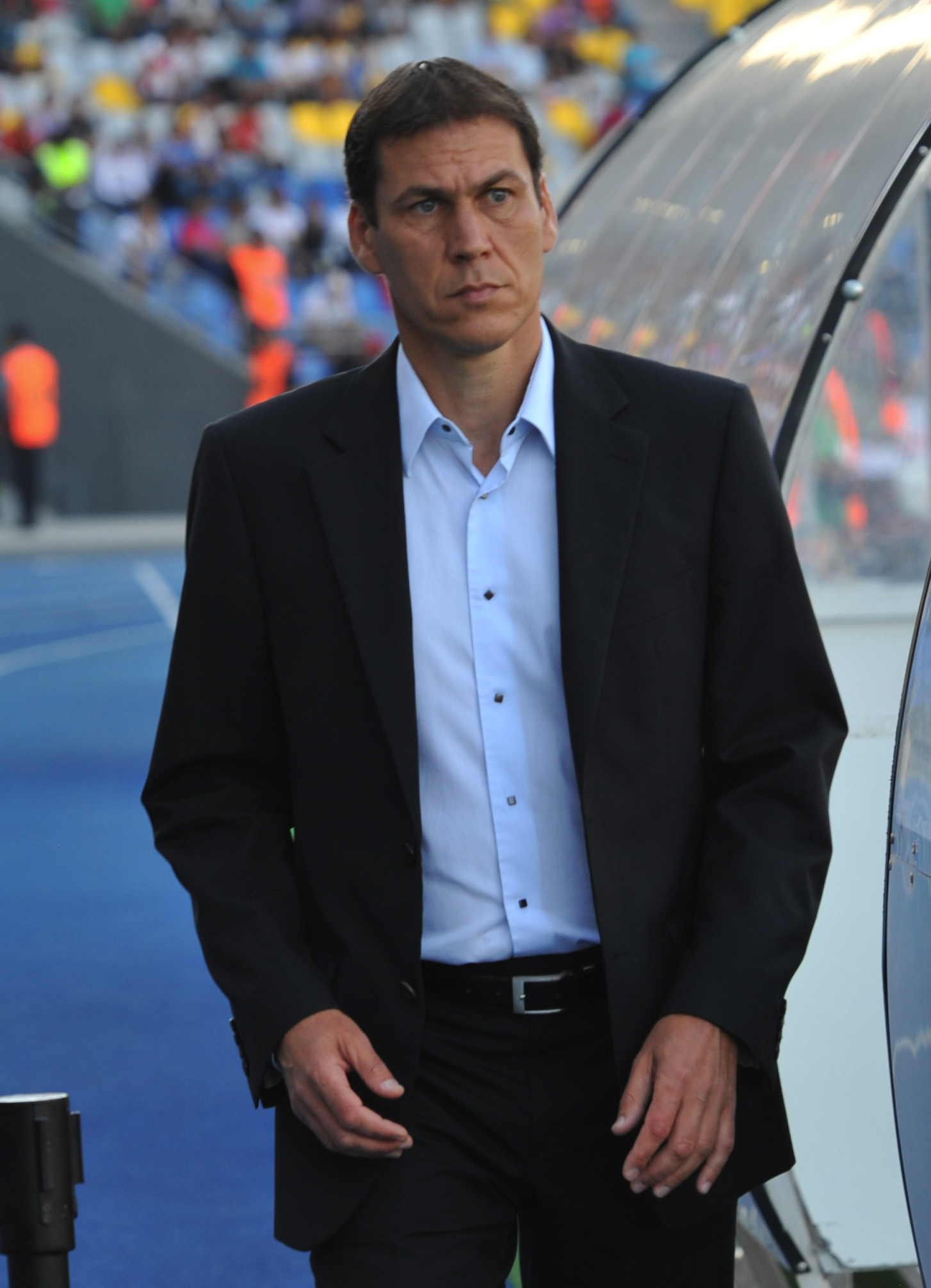
Rudi Garcia, l'allenatore francese scelto da De Laurentiis per succedere a Spalletti.

Dopo la vittoria del campionato nella stagione precedente, arrivata a trentatré anni di distanza dall'ultima volta, gli azzurri cambiano guida tecnica, sostituendo Luciano Spalletti con Rudi Garcia, che torna così ad allenare una squadra italiana a distanza di 7 anni e mezzo dalla fine dell'esperienza con la Roma. Inoltre, la società partenopea cambia anche il direttore sportivo, sostituendo dopo otto anni Cristiano Giuntoli, che firma per la Juventus, con Mauro Meluso, direttore sportivo dello Spezia nell'annata 2020-2021. Durante la finestra estiva di calciomercato il Napoli acquista Natan dal RB Bragantino, Cajuste dallo Stade Reims e Lindstrøm dall'Eintracht Francoforte. Viene inoltre rinnovato per un'ulteriore stagione il prestito di Gollini dall'Atalanta, mentre fanno ritorno in azzurro Zanoli e Contini dopo la fine dei rispettivi prestiti. Lasciano, invece, la squadra Marfella (in scadenza di contratto), Kim (ceduto al Bayern Monaco), Zedadka (trasferitosi allo Swift Hesperange) e Lozano (riacquistato dal PSV), oltre a Ndombele e Bereszyński (che non vengono riscattati dai partenopei e tornano rispettivamente al Tottenham e alla Sampdoria).

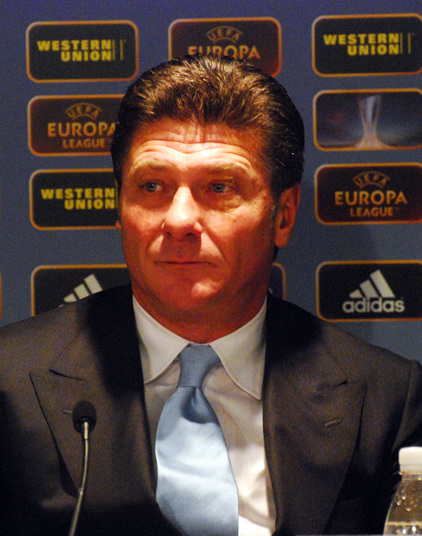
Walter Mazzarri torna a Napoli dopo dieci anni, subentrando a Garcia dalla 13ª giornata di campionato.

Il campionato inizia con due vittorie: sul campo del neopromosso Frosinone (1-3) e in casa contro il Sassuolo (2-0). Alla terza giornata arriva la prima sconfitta stagionale, al Maradona contro la Lazio (1-2). Di ritorno dalla sosta per le nazionali, i partenopei pareggiano sul campo del Genoa (2-2) e del Bologna (0-0), tornando poi alla vittoria in casa contro l'Udinese (4-1) e al Via del mare contro il Lecce (0-4). Segue un'altra sconfitta casalinga, questa volta contro la Fiorentina (1-3). Dopo la pausa nazionali di ottobre arriva un successo sul campo del Verona (1-3), un pareggio casalingo contro il Milan (2-2), una vittoria esterna contro la Salernitana (0-2) e una sconfitta al Maradona contro l'Empoli (0-1). Il rendimento altalenante della squadra, soprattutto tra le mura amiche, spinge la società partenopea ad optare per l'esonero di Garcia, ufficializzato il successivo 14 novembre; gli subentra Walter Mazzarri, di ritorno sulla panchina azzurra dopo dieci anni. Il tecnico toscano inizia vincendo sul campo dell'Atalanta (1-2), ma nei due turni successivi deve arrendersi alla capolista Inter (0-3), in quella che è l'ennesima sconfitta stagionale al Maradona, e alla Juventus seconda in classifica (1-0). Gli azzurri tornano poi alla vittoria in casa contro il Cagliari (2-1), seguita da un'altra sconfitta sul campo della Roma (2-0) e da un pareggio al Maradona contro il Monza (0-0). La successiva sconfitta esterna contro il Torino (3-0) chiude il deludente girone d'andata del Napoli, che si presenta al giro di boa con 28 punti totali e 9º in classifica.
La crisi di risultati rende il calciomercato invernale parecchio movimentato per i partenopei, che si rinforzano con gli arrivi di Mazzocchi a titolo definitivo dalla Salernitana, Traorè in prestito con diritto di riscatto dal Bournemouth, Ngonge a titolo definitivo dal Verona e Dendoncker in prestito con diritto di riscatto dall'Aston Villa. Vengono conseguentemente ceduti Elmas a titolo definitivo al RB Lipsia, Zanoli in prestito alla Salernitana, Zerbin in prestito al Monza e Gaetano in prestito al Cagliari.

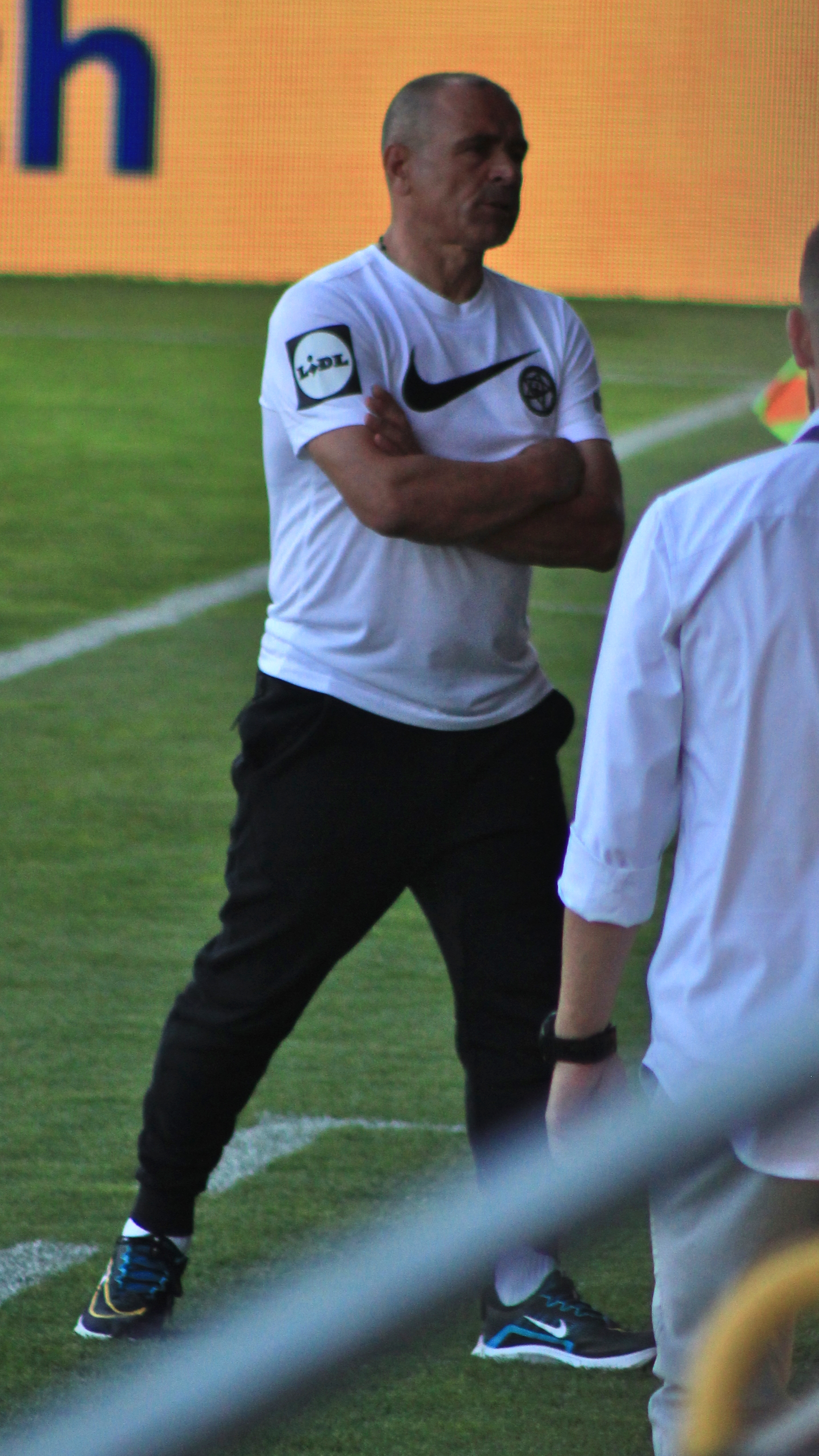
Francesco Calzona, ct della, chiamato per traghettare i partenopei sino al termine della stagione dopo l'esonero di Mazzarri.

Il girone di ritorno si apre con un successo al Maradona contro la Salernitana (2-1), un pareggio allo Stadio Olimpico contro la Lazio (0-0) e un'altra vittoria casalinga contro il Verona (2-1).
Dopo una sconfitta esterna contro il Milan (1-0) e un pareggio casalingo contro il Genoa (1-1), il 19 febbraio Mazzarri viene esonerato e sostituito da Francesco Calzona, già commissario tecnico della nazionale slovacca, che torna a Napoli dopo essere stato il vice di Maurizio Sarri nel triennio 2015-2018 e uno dei collaboratori tecnici di Luciano Spalletti nell'annata 2021-2022. Calzona debutta in campionato con un pareggio sul campo del Cagliari (1-1), seguito da una vittoria esterna contro il Sassuolo (1-6), nel recupero del match valido per la 21ª giornata e rinviato per gli impegni degli azzurri in Supercoppa italiana. Arriva poi un altro successo casalingo ai danni della Juventus (2-1), a cui seguono due pareggi contro Torino (1-1) e Inter (1-1). Di ritorno dalla sosta per le nazionali, i partenopei vengono sconfitti al Maradona dall'Atalanta (0-3), tornando poi alla vittoria nella gara successiva sul campo del Monza (2-4). Segue poi un pareggio casalingo contro il Frosinone (2-2), una sconfitta esterna contro l'Empoli (1-0) e altri due pareggi contro Roma (2-2) e Udinese (1-1). Le ultime tre giornate di Serie A vedono gli azzurri perdere in casa contro il Bologna (0-2) e pareggiare contro Fiorentina (2-2) e Lecce (0-0), concludendo il campionato al 10º posto e mancando così, dopo 14 anni, la qualificazione alle coppe europee.
In Champions League il Napoli viene sorteggiato nel Gruppo C assieme a Real Madrid, Braga e Union Berlino. Con i portoghesi e i tedeschi si tratta del primo confronto ufficiale in una competizione europea, mentre l'ultimo precedente con i Blancos risale agli ottavi di finale dell'edizione 2016-2017, in cui gli azzurri uscirono sconfitti sia nel match di andata che in quello di ritorno. Il cammino europeo inizia con due vittorie fuori casa contro Braga (1-2) e Union Berlino (0-1), intervallate da una sconfitta al Maradona contro il Real (2-3). Segue un pareggio casalingo nella gara di ritorno contro i tedeschi (1-1) e una sconfitta al Bernabéu contro i Blancos (4-2). All'ultima giornata il Napoli vince in casa contro il Braga (2-0), concludendo il girone al secondo posto con 10 punti totali e qualificandosi così alla fase finale della massima competizione europea per la seconda stagione consecutiva. I sorteggi degli ottavi vedono i partenopei contrapporsi al Barcellona. Le due squadre si incontrano per la seconda volta agli ottavi di finale di Champions dopo l'edizione 2019-2020, in cui il Napoli uscì sconfitto nel doppio confronto con i catalani; l'ultimo precedente, però, risale agli spareggi dell'Europa League 2021-2022, terminati nuovamente con l'eliminazione degli azzurri. Il match d'andata, disputatosi al Maradona, termina in parità (1-1), mentre la gara di ritorno vede i blaugrana trionfare sui partenopei (3-1), che concludono così la loro avventura europea.
In Coppa Italia il Napoli si ferma per la terza stagione consecutiva agli ottavi di finale, stavolta a seguito della sconfitta casalinga contro il Frosinone (0-4).
La Supercoppa italiana, disputatasi in Arabia Saudita con la nuova formula della final four, vede gli azzurri arrendersi in finale contro l'Inter (0-1), dopo aver superato in semifinale la Fiorentina (3-0).

## Divise e sponsor
Viene confermato lo sponsor tecnico EA7 per la terza stagione consecutiva. Tra gli sponsor commerciali figurano il main sponsor MSC Crociere, già secondary sponsor per il triennio 2011-2014 e per il quadriennio 2019-2023; lo sleeve sponsor eBay, al suo primo anno, e il back sponsor Upbit, piattaforma di exchange di criptovalute, alla sua seconda stagione. Scompare, dunque, dalle maglie del club il secondary sponsor, presente per dodici stagioni, e viene sostituito il main sponsor Acqua Lete dopo ben diciotto anni, sebbene la partnership con SGAM S.p.A., azienda che detiene il brand Acqua Lete, continui con Acqua Sorgesana, altro marchio del gruppo. Inoltre il già citato eBay compare come sponsor commerciale esclusivo per il materiale da training.
La divisa home si compone di casacca azzurra, calzoncini bianchi (oppure azzurri) e calzettoni azzurri. La jersey presenta un template semplice, caratterizzato da manica Raglan a cucitura curva (evidenziata da un profilo bianco) e da scollo a "V" incrociato, con il lembo sinistro dell'orlo che si sovrappone al destro. Gli orli di collo e maniche sono azzurri, ma presentano alle estremità tre fasce – una verde, una bianca e una rossa – a rappresentare i colori nazionali italiani. Posteriormente, in alto al centro, è riportata, come ormai consuetudine, la sigla SSCN. Lo scudetto è collocato al centro del petto tra il logo dello sponsor tecnico (a destra) e il logo del club (a sinistra). Quest'ultimo, inoltre, è inserito, in serie, nella trama tono su tono che caratterizza il corpino e, singolarmente, sempre in trama tono su tono, al centro dello scudetto. Calzoncini e calzettoni sono a tinta unita, entrambi i capi sono dotati dei loghi di club e sponsor tecnico.
La divisa da trasferta è interamente bianca, fatta eccezione per il profilo delle Raglan e degli orli di collo e maniche che sono realizzati in "blu Armani". Sullo sfondo del corpino compare una veduta della città di Napoli, a scala di grigi, caratterizzata dal Vesuvio e dal golfo. La terza divisa, invece, è nera: la maglia è caratterizzata da una stampa in «verde scuro che riproduce una serie di tatuaggi Maori con simbolismi che rappresentano unione, resistenza, tenacia, forza e potere». I loghi di club e sponsor sono in oro, mentre gli orli di collo e maniche e il profilo delle Raglan sono in nero.
Due sono le divise dei portieri, una di colore giallo e l'altra rosso aranciato. Per entrambe gli orli di maniche e collo sono in tinta, mentre il profilo delle "Raglan" è in "blu Armani". Il pattern del corpino è caratterizzato da un motivo "a freccia": diverse linee diagonali, il cui spessore si riduce gradualmente, dai lati del corpino muovono verso il centro a formare una "V"; il colore delle linee è di gradazione differente rispetto allo sfondo del corpino stesso.
Per le gare di Champions League, infine, è stata approntata una divisa away dedicata: sempre interamente bianca, differisce da quella utilizzata in Serie A per gli orli di collo e maniche – che sono azzurri, con le fasce tricolore, come nella divisa home – e per lo sfondo del corpino, che è privo della veduta con golfo e Vesuvio.
Per la terza stagione di seguito, il club realizza un kit speciale per Halloween: la maglia è nera, totalmente ricoperta da teschi grigi disposti disordinatamente, gli orli di collo e maniche sono neri, mentre il profilo delle Raglan è azzurro e i loghi di club e sponsor sono d'argento. Quale quarta maglia, viene rilasciata, sul finire della stagione, una limited edition, denominata "Everywhere Jersey": la maglia, color avorio, è caratterizzata da una trama a onde in Jacquard, sullo sfondo sono visibili una rosa dei venti e i nomi dei principali porti in cui attraccano le navi del main sponsor e «vuole essere un omaggio alla storica cultura marittima della città di Napoli».
| Casa | Trasferta | Trasferta Europa | Terza | 1ª portiere | 2ª portiere |

## Organigramma societario
Area direttiva
- Presidente: Aurelio De Laurentiis
- Vicepresidente: Jacqueline Baudit
- Vicepresidente: Edoardo De Laurentiis
- Amministratore Delegato: Andrea Chiavelli

Area organizzativa
- Direttore Amministrativo: Laura Belli
- Segretario generale: Alberto Vallefuoco

Area Marketing
- Head of operations, sales & marketing: Tommaso Bianchini

Area Comunicazione
- Dir. Area Comunicazione: Nicola Lombardo
- Addetto Stampa: Guido Baldari

Area Tecnica
- Direttore Sportivo: Mauro Meluso
- Team Manager: Giuseppe Santoro
- Allenatore: Rudi Garcia fino al 14/11/2023, poi Walter Mazzarri fino al 19/02/2024, poi Francesco Calzona
- Vice allenatore: Claude Fichaux fino al 14/11/2023, poi Nicolò Frustalupi fino al 19/02/2024, poi Gianluca Segarelli
- Collaboratori tecnici: Stéphane Jobard fino al 14/11/2023, poi Gianluca Grava fino al 19/02/2024, poi Simone Bonomi e Gianluca Grava
- Preparatori atletici: Francesco Cacciapuoti, Manuel De Maria e Paolo Rongoni fino al 14/11/2023, poi Giuseppe Pondrelli fino al 19/02/2024, poi Francesco Sinatti
- Preparatore dei portieri: Alejandro Rosalen López
- Match analyst: Simone Beccaccioli fino al 19/02/2024, poi Marco Brini

Area Medica
- Responsabile staff medico: dottor Raffaele Canonico

## Rosa
Rosa e numerazione aggiornate al 1º febbraio 2024.
| N. |                               | Ruolo | Calciatore                |
| -- | ----------------------------- | ----- | ------------------------- |
| 1  | Italia (bandiera)             | P     | Alex Meret                |
| 3  | Brasile (bandiera)            | D     | Natan                     |
| 4  | Germania (bandiera)           | C     | Diego Demme               |
| 5  | Brasile (bandiera)            | D     | Juan Jesus                |
| 6  | Portogallo (bandiera)         | D     | Mário Rui (vice capitano) |
| 7  | Macedonia del Nord (bandiera) | C     | Eljif Elmas               |
| 8  | Costa d'Avorio (bandiera)     | C     | Hamed Traorè              |
| 9  | Nigeria (bandiera)            | A     | Victor Osimhen            |
| 11 | Messico (bandiera)            | A     | Hirving Lozano            |
| 13 | Kosovo (bandiera)             | D     | Amir Rrahmani             |
| 14 | Italia (bandiera)             | P     | Nikita Contini            |
| 16 | Polonia (bandiera)            | P     | Hubert Idasiak            |
| 17 | Uruguay (bandiera)            | D     | Mathías Olivera           |
| 18 | Argentina (bandiera)          | A     | Giovanni Simeone          |
| 20 | Polonia (bandiera)            | C     | Piotr Zieliński           |
| 21 | Italia (bandiera)             | A     | Matteo Politano           |

| N. |                       | Ruolo | Calciatore                     |
| -- | --------------------- | ----- | ------------------------------ |
| 22 | Italia (bandiera)     | D     | Giovanni Di Lorenzo (capitano) |
| 23 | Italia (bandiera)     | A     | Alessio Zerbin                 |
| 24 | Svezia (bandiera)     | C     | Jens Cajuste                   |
| 26 | Belgio (bandiera)     | A     | Cyril Ngonge                   |
| 29 | Danimarca (bandiera)  | C     | Jesper Lindstrøm               |
| 30 | Italia (bandiera)     | D     | Pasquale Mazzocchi             |
| 31 | Algeria (bandiera)    | C     | Karim Zedadka                  |
| 32 | Belgio (bandiera)     | C     | Leander Dendoncker             |
| 55 | Norvegia (bandiera)   | D     | Leo Skiri Østigård             |
| 59 | Italia (bandiera)     | D     | Alessandro Zanoli              |
| 68 | Slovacchia (bandiera) | C     | Stanislav Lobotka              |
| 70 | Italia (bandiera)     | C     | Gianluca Gaetano               |
| 77 | Georgia (bandiera)    | A     | Khvicha K'varatskhelia         |
| 81 | Italia (bandiera)     | A     | Giacomo Raspadori              |
| 95 | Italia (bandiera)     | P     | Pierluigi Gollini              |
| 99 | Camerun (bandiera)    | C     | André-Frank Anguissa           |

## Calciomercato

### Sessione estiva(dal 1/7 al 1/9)
| Acquisti         | Acquisti            | Acquisti              | Acquisti                            |
| R.               | Nome                | da                    | Modalità                            |
| ---------------- | ------------------- | --------------------- | ----------------------------------- |
| C                | Jens Cajuste        | Stade Reims           | definitivo (12 milioni €)           |
| P                | Nikita Contini      | Reggina               | fine prestito                       |
| P                | Pierluigi Gollini   | Atalanta              | prestito con diritto di riscatto    |
| C                | Jesper Lindstrøm    | Eintracht Francoforte | definitivo (25 milioni €)           |
| D                | Natan               | RB Bragantino         | definitivo (10 milioni €)           |
| D                | Alessandro Zanoli   | Sampdoria             | fine prestito                       |
| Altre operazioni |                     |                       |                                     |
| R.               | Nome                | da                    | Modalità                            |
| A                | Giuseppe Ambrosino  | Cittadella            | fine prestito                       |
| A                | Leonardo Candellone | Pordenone             | fine prestito                       |
| P                | Elia Caprile        | Bari                  | definitivo (7 milioni €)            |
| A                | Walid Cheddira      | Bari                  | definitivo (12 milioni €)           |
| A                | Antonio Cioffi      | Pontedera             | fine prestito                       |
| D                | Filippo Costa       | Foggia                | fine prestito                       |
| D                | Davide Costanzo     | Pro Vercelli          | fine prestito                       |
| A                | Giuseppe D'Agostino | Juve Stabia           | fine prestito                       |
| C                | Michael Folorunsho  | Bari                  | fine prestito                       |
| C                | Valerio Labriola    | Taranto               | fine prestito                       |
| D                | Francesco Mezzoni   | Ancona                | fine prestito                       |
| A                | Giacomo Raspadori   | Sassuolo              | riscatto, definitivo (25 milioni €) |
| C                | Coli Saco           | Pro Vercelli          | fine prestito                       |
| A                | Lorenzo Sgarbi      | Pro Sesto             | fine prestito                       |
| A                | Giovanni Simeone    | Verona                | riscatto, definitivo (12 milioni €) |
| C                | Antonio Vergara     | Pro Vercelli          | fine prestito                       |

| Cessioni         | Cessioni             | Cessioni         | Cessioni                              |
| R.               | Nome                 | a                | Modalità                              |
| ---------------- | -------------------- | ---------------- | ------------------------------------- |
| D                | Bartosz Bereszyński  | Sampdoria        | fine prestito                         |
| A                | Hirving Lozano       | PSV              | definitivo (12 milioni €)             |
| P                | Davide Marfella      |                  | svincolato                            |
| D                | Kim Min-jae          | Bayern Monaco    | definitivo (57 milioni €)             |
| C                | Tanguy Ndombele      | Tottenham        | fine prestito                         |
| C                | Karim Zedadka        | Swift Hesperange | definitivo                            |
| Altre operazioni |                      |                  |                                       |
| R.               | Nome                 | a                | Modalità                              |
| C                | Jorge Alastuey       | Teruel           | definitivo                            |
| A                | Giuseppe Ambrosino   | Catanzaro        | prestito                              |
| A                | Leonardo Candellone  | Juve Stabia      | definitivo                            |
| P                | Elia Caprile         | Empoli           | prestito                              |
| A                | Walid Cheddira       | Frosinone        | prestito                              |
| A                | Antonio Cioffi       | Ancona           | prestito                              |
| D                | Filippo Costa        | Vicenza          | definitivo                            |
| D                | Davide Costanzo      | Portici          | definitivo                            |
| A                | Giuseppe D'Agostino  | Monopoli         | prestito                              |
| C                | Michael Folorunsho   | Verona           | prestito                              |
| C                | Gennaro Iaccarino    | Monopoli         | prestito                              |
| C                | Valerio Labriola     | Giugliano        | definitivo                            |
| D                | Sebastiano Luperto   | Empoli           | riscatto, definitivo (2,5 milioni €)  |
| D                | Francesco Mezzoni    | Perugia          | prestito                              |
| D                | Nosa Edward Obaretin | Trento           | prestito                              |
| A                | Andrea Petagna       | Monza            | riscatto, definitivo (11,5 milioni €) |
| C                | Coli Saco            | Ancona           | prestito                              |
| A                | Bilel Sahli          | Espérance        | definitivo                            |
| A                | Lorenzo Sgarbi       | Avellino         | prestito                              |
| C                | Antonio Vergara      | Reggiana         | prestito                              |

### Sessione invernale(dal 2/1 al 1/2)
| Acquisti         | Acquisti            | Acquisti    | Acquisti                         |
| R.               | Nome                | da          | Modalità                         |
| ---------------- | ------------------- | ----------- | -------------------------------- |
| C                | Leander Dendoncker  | Aston Villa | prestito con diritto di riscatto |
| D                | Pasquale Mazzocchi  | Salernitana | definitivo (3 milioni €)         |
| A                | Cyril Ngonge        | Verona      | definitivo (18 milioni €)        |
| C                | Hamed Traorè        | Bournemouth | prestito con diritto di riscatto |
| Altre operazioni |                     |             |                                  |
| R.               | Nome                | da          | Modalità                         |
| A                | Giuseppe D'Agostino | Monopoli    | risoluzione prestito             |

| Cessioni         | Cessioni            | Cessioni    | Cessioni                  |
| R.               | Nome                | a           | Modalità                  |
| ---------------- | ------------------- | ----------- | ------------------------- |
| C                | Eljif Elmas         | RB Lipsia   | definitivo (20 milioni €) |
| C                | Gianluca Gaetano    | Cagliari    | prestito                  |
| A                | Alessio Zerbin      | Monza       | prestito                  |
| D                | Alessandro Zanoli   | Salernitana | prestito                  |
| Altre operazioni |                     |             |                           |
| R.               | Nome                | a           | Modalità                  |
| A                | Giuseppe D'Agostino | AZ Picerno  | prestito                  |

## Risultati

### Serie A

#### Girone di andata
| Arbitro: | Marcenaro (Genova) |

|                   |           |                               |
| Harroui 7’ (rig.) | Marcatori | 24’ Politano 42’, 79’ Osimhen |

| Arbitro: | Giua (Olbia) |

|                                   |           |  |
| Osimhen 16’ (rig.) Di Lorenzo 64’ | Marcatori |  |

| Arbitro: | Colombo (Como) |

|               |           |                             |
| Zieliński 32’ | Marcatori | 30’ Luis Alberto 52’ Kamada |

| Arbitro: | Fabbri (Ravenna) |

|                      |           |                            |
| Bani 40’ Retegui 56’ | Marcatori | 76’ Raspadori 84’ Politano |

| Bologna 24 settembre 2023, ore 18:00 CEST 5ª giornata | Bologna            | 0 – 0 referto | Napoli | Stadio Renato Dall'Ara (26 621 spett.)\| Arbitro: \| Ayroldi (Molfetta) \| |
| Arbitro:                                              | Ayroldi (Molfetta) |               |        |                                                                            |

| Arbitro: | Manganiello (Pinerolo) |

|                                                                 |           |               |
| Zieliński 19’ (rig.) Osimhen 39’ K'varatskhelia 74’ Simeone 81’ | Marcatori | 80’ Samardžić |

| Arbitro: | Pairetto (Nichelino) |

|  |           |                                                            |
|  | Marcatori | 16’ Østigård 51’ Osimhen 88’ Gaetano 90+5’ (rig.) Politano |

| Arbitro: | La Penna (Roma 1) |

|                      |           |                                           |
| Osimhen 45+5’ (rig.) | Marcatori | 7’ Brekalo 63’ Bonaventura 90+3’ González |

| Arbitro: | Abisso (Palermo) |

|             |           |                                      |
| Lazović 60’ | Marcatori | 27’ Politano 43’, 55’ K'varatskhelia |

| Arbitro: | Orsato (Schio) |

|                            |           |                 |
| Politano 50’ Raspadori 63’ | Marcatori | 22’, 31’ Giroud |

| Arbitro: | Rapuano (Rimini) |

|  |           |                         |
|  | Marcatori | 13’ Raspadori 82’ Elmas |

| Arbitro: | Prontera (Bologna) |

|  |           |                 |
|  | Marcatori | 90+1’ Kovalenko |

| Arbitro: | Mariani (Aprilia) |

|             |           |                              |
| Lookman 53’ | Marcatori | 44’ K'varatskhelia 79’ Elmas |

| Arbitro: | Massa (Imperia) |

|  |           |                                       |
|  | Marcatori | 44’ Çalhanoğlu 62’ Barella 85’ Thuram |

| Arbitro: | Orsato (Schio) |

|           |           |  |
| Gatti 51’ | Marcatori |  |

| Arbitro: | Marcenaro (Genova) |

|                                |           |               |
| Osimhen 69’ K'varatskhelia 75’ | Marcatori | 72’ Pavoletti |

| Arbitro: | Colombo (Como) |

|                             |           |  |
| Pellegrini 76’ Lukaku 90+6’ | Marcatori |  |

| Napoli 29 dicembre 2023, ore 18:30 CET 18ª giornata | Napoli              | 0 – 0 referto | Monza | Stadio Diego Armando Maradona (50 636 spett.)\| Arbitro: \| Di Bello (Brindisi) \| |
| Arbitro:                                            | Di Bello (Brindisi) |               |       |                                                                                    |

| Arbitro: | Mariani (Aprilia) |

|                                        |           |  |
| Sanabria 43’ Vlašić 52’ Buongiorno 66’ | Marcatori |  |

#### Girone di ritorno
| Arbitro: | Marinelli (Tivoli) |

|                                      |           |              |
| Politano 45+4’ (rig.) Rrahmani 90+6’ | Marcatori | 29’ Candreva |

| Arbitro: | Chiffi (Padova) |

|           |           |                                                            |
| Račić 17’ | Marcatori | 29’ Rrahmani 31’, 41’, 47’ Osimhen 51’, 75’ K'varatskhelia |

| Roma 28 gennaio 2024, ore 18:00 CET 22ª giornata | Lazio          | 0 – 0 referto | Napoli | Stadio Olimpico (30 000 spett.)\| Arbitro: \| Orsato (Schio) \| |
| Arbitro:                                         | Orsato (Schio) |               |        |                                                                 |

| Arbitro: | Piccinini (Forlì) |

|                                          |           |             |
| Dawidowicz 79’ (aut.) K'varatskhelia 87’ | Marcatori | 72’ Coppola |

| Arbitro: | Doveri (Roma 1) |

|               |           |  |
| Hernández 25’ | Marcatori |  |

| Arbitro: | Sacchi (Macerata) |

|            |           |              |
| Ngonge 90’ | Marcatori | 47’ Frendrup |

| Arbitro: | Pairetto (Nichelino) |

|               |           |             |
| Luvumbo 90+6’ | Marcatori | 65’ Osimhen |

| Arbitro: | Mariani (Aprilia) |

|                                  |           |            |
| K'varatskhelia 42’ Raspadori 88’ | Marcatori | 81’ Chiesa |

| Arbitro: | Orsato (Schio) |

|                    |           |              |
| K'varatskhelia 61’ | Marcatori | 64’ Sanabria |

| Arbitro: | La Penna (Roma 1) |

|             |           |                |
| Darmian 43’ | Marcatori | 81’ Juan Jesus |

| Arbitro: | Pairetto (Nichelino) |

|  |           |                                           |
|  | Marcatori | 26’ Mirančuk 45’ Scamacca 88’ Koopmeiners |

| Arbitro: | Doveri (Roma 1) |

|                      |           |                                                      |
| Đurić 9’ Colpani 62’ | Marcatori | 55’ Osimhen 57’ Politano 61’ Zieliński 68’ Raspadori |

| Arbitro: | Fabbri (Ravenna) |

|                          |           |                   |
| Politano 16’ Osimhen 63’ | Marcatori | 50’, 73’ Cheddira |

| Arbitro: | Manganiello (Pinerolo) |

|          |           |  |
| Cerri 4’ | Marcatori |  |

| Arbitro: | Sozza (Seregno) |

|                                |           |                               |
| Olivera 65’ Osimhen 84’ (rig.) | Marcatori | 59’ (rig.) Dybala 89’ Abraham |

| Arbitro: | Aureliano (Bologna) |

|               |           |             |
| Success 90+2’ | Marcatori | 51’ Osimhen |

| Arbitro: | Pairetto (Nichelino) |

|  |           |                    |
|  | Marcatori | 9’ Ndoye 12’ Posch |

| Arbitro: | Marchetti (Ostia Lido) |

|                       |           |                                |
| Biraghi 40’ Nzola 42’ | Marcatori | 8’ Rrahmani 57’ K'varatskhelia |

| Napoli 26 maggio 2024, ore 18:00 CEST 38ª giornata | Napoli             | 0 – 0 referto | Lecce | Stadio Diego Armando Maradona (41 000 spett.)\| Arbitro: \| Dionisi (L'Aquila) \| |
| Arbitro:                                           | Dionisi (L'Aquila) |               |       |                                                                                   |

### Coppa Italia

#### Fase a eliminazione diretta
| Arbitro: | Abisso (Palermo) |

|  |           |                                                              |
|  | Marcatori | 65’ Barrenechea 70’ Caso 90+1’ (rig.) Cheddira 90+5’ Harroui |

### UEFA Champions League

#### Fase a gironi
| Arbitro: | Gözübüyük |

|           |           |                                     |
| Bruma 84’ | Marcatori | 45+1’ Di Lorenzo 88’ (aut.) Niakaté |

| Arbitro: | Turpin |

|                                   |           |                                              |
| Østigård 19’ Zieliński 54’ (rig.) | Marcatori | 27’ Vinícius 34’ Bellingham 78’ (aut.) Meret |

| Arbitro: | Peljto |

|  |           |               |
|  | Marcatori | 65’ Raspadori |

| Arbitro: | Makkelie |

|              |           |            |
| Politano 39’ | Marcatori | 52’ Fofana |

| Arbitro: | Letexier |

|                                                 |           |                         |
| Rodrygo 11’ Bellingham 22’ Paz 84’ Joselu 90+4’ | Marcatori | 9’ Simeone 47’ Anguissa |

| Arbitro: | Vinčić |

|                              |           |  |
| Saatçı 7’ (aut.) Osimhen 33’ | Marcatori |  |

#### Fase a eliminazione diretta
| Arbitro: | Zwayer |

|             |           |                 |
| Osimhen 75’ | Marcatori | 60’ Lewandowski |

| Arbitro: | Makkelie |

|                                        |           |              |
| Fermín 15’ Cancelo 17’ Lewandowski 83’ | Marcatori | 30’ Rrahmani |

### Supercoppa italiana

#### Semifinale
| Arbitro: | La Penna (Roma 1) |

|                             |           |  |
| Simeone 22’ Zerbin 84’, 86’ | Marcatori |  |

#### Finale
| Arbitro: | Rapuano (Rimini) |

|  |           |                |
|  | Marcatori | 90+1’ Martínez |

## Statistiche finali

### Statistiche di squadra
| Competizione          | Punti | In casa | In casa | In casa | In casa | In casa | In casa | In trasferta | In trasferta | In trasferta | In trasferta | In trasferta | In trasferta | Totale | Totale | Totale | Totale | Totale | Totale | DR |
| Competizione          | Punti | G       | V       | N       | P       | Gf      | Gs      | G            | V            | N            | P            | Gf           | Gs           | G      | V      | N      | P      | Gf     | Gs     | DR |
| --------------------- | ----- | ------- | ------- | ------- | ------- | ------- | ------- | ------------ | ------------ | ------------ | ------------ | ------------ | ------------ | ------ | ------ | ------ | ------ | ------ | ------ | -- |
| Serie A               | 53    | 19      | 6       | 7       | 6       | 24      | 27      | 19           | 7            | 7            | 5            | 31           | 21           | 38     | 13     | 14     | 11     | 55     | 48     | +7 |
| Coppa Italia          | -     | 1       | 0       | 0       | 1       | 0       | 4       | -            | -            | -            | -            | -            | -            | 1      | 0      | 0      | 1      | 0      | 4      | -4 |
| UEFA Champions League | 10    | 4       | 1       | 2       | 1       | 6       | 5       | 4            | 2            | 0            | 2            | 6            | 8            | 8      | 3      | 2      | 3      | 12     | 13     | -1 |
| Supercoppa italiana   | -     | -       | -       | -       | -       | -       | -       | -            | -            | -            | -            | -            | -            | 2      | 1      | 0      | 1      | 3      | 1      | +2 |
| Totale                | -     | 24      | 7       | 9       | 8       | 30      | 36      | 23           | 9            | 7            | 7            | 35           | 29           | 49     | 17     | 16     | 16     | 70     | 66     | +4 |

### Andamento in campionato
| Giornata  | 1 | 2 | 3 | 4 | 5 | 6 | 7 | 8 | 9 | 10 | 11 | 12 | 13 | 14 | 15 | 16 | 17 | 18 | 19 | 20 | 21 | 22 | 23 | 24 | 25 | 26 | 27 | 28 | 29 | 30 | 31 | 32 | 33 | 34 | 35 | 36 | 37 | 38 |
| --------- | - | - | - | - | - | - | - | - | - | -- | -- | -- | -- | -- | -- | -- | -- | -- | -- | -- | -- | -- | -- | -- | -- | -- | -- | -- | -- | -- | -- | -- | -- | -- | -- | -- | -- | -- |
| Luogo     | T | C | C | T | T | C | T | C | T | C  | T  | C  | T  | C  | T  | C  | T  | C  | T  | C  | T  | T  | C  | T  | C  | T  | C  | C  | T  | C  | T  | C  | T  | C  | T  | C  | T  | C  |
| Risultato | V | V | P | N | N | V | V | P | V | N  | V  | P  | V  | P  | P  | V  | P  | N  | P  | V  | V  | N  | V  | P  | N  | N  | V  | N  | N  | P  | V  | N  | P  | N  | N  | P  | N  | N  |
| Posizione | 1 | 1 | 5 | 5 | 7 | 5 | 3 | 5 | 4 | 5  | 4  | 4  | 4  | 4  | 6  | 5  | 7  | 8  | 9  | 8  | 8  | 9  | 7  | 9  | 9  | 9  | 7  | 7  | 7  | 8  | 7  | 8  | 8  | 9  | 8  | 9  | 10 | 10 |

Legenda:

Luogo: C = Casa; T = Trasferta. Risultato: V = Vittoria; N = Pareggio; P = Sconfitta.

### Statistiche dei giocatori
Sono in corsivo i calciatori che hanno lasciato la società a stagione in corso.
| Giocatore         | Serie A  | Serie A | Serie A     | Serie A    | Coppa Italia | Coppa Italia | Coppa Italia | Coppa Italia | Supercoppa Italiana | Supercoppa Italiana | Supercoppa Italiana | Supercoppa Italiana | Champions League | Champions League | Champions League | Champions League | Totale   | Totale | Totale      | Totale     |
| Giocatore         | Presenze | Reti    | Ammonizioni | Espulsioni | Presenze     | Reti         | Ammonizioni  | Espulsioni   | Presenze            | Reti                | Ammonizioni         | Espulsioni          | Presenze         | Reti             | Ammonizioni      | Espulsioni       | Presenze | Reti   | Ammonizioni | Espulsioni |
| ----------------- | -------- | ------- | ----------- | ---------- | ------------ | ------------ | ------------ | ------------ | ------------------- | ------------------- | ------------------- | ------------------- | ---------------- | ---------------- | ---------------- | ---------------- | -------- | ------ | ----------- | ---------- |
| A.-F. Anguissa    | 34       | 0       | 2           | 0          | 0            | 0            | 0            | 0            | 0                   | 0                   | 0                   | 0                   | 7                | 1                | 1                | 0                | 41       | 1      | 3           | 0          |
| J. Cajuste        | 26       | 0       | 7           | 0          | 1            | 0            | 1            | 0            | 2                   | 0                   | 0                   | 0                   | 6                | 0                | 1                | 0                | 35       | 0      | 9           | 0          |
| N. Contini        | 1        | -0      | 0           | 0          | 0            | -0           | 0            | 0            | 0                   | -0                  | 0                   | 0                   | 0                | -0               | 0                | 0                | 1        | -0     | 0           | 0          |
| D. Demme          | 2        | 0       | 1           | 0          | 1            | 0            | 0            | 0            | 0                   | 0                   | 0                   | 0                   | 0                | 0                | 0                | 0                | 3        | 0      | 1           | 0          |
| L. Dendoncker     | 3        | 0       | 0           | 0          | 0            | 0            | 0            | 0            | 0                   | 0                   | 0                   | 0                   | 0                | 0                | 0                | 0                | 3        | 0      | 0           | 0          |
| G. Di Lorenzo     | 36       | 1       | 6           | 0          | 1            | 0            | 0            | 0            | 2                   | 0                   | 0                   | 0                   | 8                | 1                | 0                | 0                | 47       | 2      | 6           | 0          |
| E. Elmas          | 11       | 2       | 1           | 0          | 0            | 0            | 0            | 0            | 0                   | 0                   | 0                   | 0                   | 5                | 0                | 0                | 0                | 16       | 2      | 1           | 0          |
| G. Gaetano        | 9        | 1       | 1           | 0          | 1            | 0            | 0            | 0            | 2                   | 0                   | 1                   | 0                   | 1                | 0                | 0                | 0                | 13       | 1      | 2           | 0          |
| P. Gollini        | 7        | -8      | 0           | 0          | 1            | -4           | 0            | 0            | 2                   | -1                  | 0                   | 0                   | 0                | -0               | 0                | 0                | 10       | -13    | 0           | 0          |
| H. Idasiak        | 0        | -0      | 0           | 0          | 0            | -0           | 0            | 0            | 0                   | -0                  | 0                   | 0                   | 0                | -0               | 0                | 0                | 0        | -0     | 0           | 0          |
| J. Jesus          | 24       | 1       | 7           | 0          | 0            | 0            | 0            | 0            | 2                   | 0                   | 0                   | 0                   | 5                | 0                | 2                | 0                | 31       | 1      | 9           | 0          |
| K. K'varatskhelia | 34       | 11      | 8           | 0          | 1            | 0            | 0            | 0            | 2                   | 0                   | 0                   | 0                   | 8                | 0                | 0                | 0                | 45       | 11     | 8           | 0          |
| J. Lindstrøm      | 22       | 0       | 2           | 0          | 1            | 0            | 0            | 0            | 2                   | 0                   | 0                   | 0                   | 4                | 0                | 0                | 0                | 29       | 0      | 2           | 0          |
| S. Lobotka        | 38       | 0       | 4           | 0          | 1            | 0            | 0            | 0            | 2                   | 0                   | 0                   | 0                   | 8                | 0                | 0                | 0                | 49       | 0      | 4           | 0          |
| P. Mazzocchi      | 10       | 0       | 0           | 1          | -            | -            | -            | -            | 2                   | 0                   | 0                   | 0                   | 0                | 0                | 0                | 0                | 12       | 0      | 0           | 1          |
| A. Meret          | 31       | -40     | 0           | 0          | 0            | -0           | 0            | 0            | 0                   | -0                  | 0                   | 0                   | 8                | -13              | 0                | 0                | 39       | -53    | 0           | 0          |
| Natan             | 14       | 0       | 3           | 1          | 1            | 0            | 0            | 0            | 0                   | 0                   | 0                   | 0                   | 6                | 0                | 1                | 0                | 21       | 0      | 4           | 1          |
| C. Ngonge         | 13       | 1       | 2           | 0          | 0            | 0            | 0            | 0            | 0                   | 0                   | 0                   | 0                   | 1                | 0                | 0                | 0                | 14       | 1      | 2           | 0          |
| M. Olivera        | 23       | 1       | 3           | 0          | 0            | 0            | 0            | 0            | 0                   | 0                   | 0                   | 0                   | 6                | 0                | 2                | 0                | 29       | 1      | 5           | 0          |
| V. Osimhen        | 25       | 15      | 6           | 1          | 1            | 0            | 0            | 0            | -                   | -                   | -                   | -                   | 6                | 2                | 1                | 0                | 32       | 17     | 7           | 1          |
| L. S. Østigård    | 24       | 1       | 3           | 0          | 1            | 0            | 0            | 0            | 2                   | 0                   | 0                   | 0                   | 4                | 1                | 0                | 0                | 31       | 2      | 3           | 0          |
| M. Politano       | 37       | 8       | 2           | 1          | 1            | 0            | 1            | 0            | 2                   | 0                   | 0                   | 0                   | 8                | 1                | 1                | 0                | 48       | 9      | 4           | 1          |
| G. Raspadori      | 37       | 5       | 0           | 0          | 1            | 0            | 0            | 0            | 1                   | 0                   | 0                   | 0                   | 8                | 1                | 0                | 0                | 47       | 6      | 0           | 0          |
| A. Rrahmani       | 30       | 3       | 5           | 0          | 0            | 0            | 0            | 0            | 2                   | 0                   | 1                   | 0                   | 7                | 1                | 1                | 0                | 39       | 4      | 7           | 0          |
| M. Rui            | 21       | 0       | 7           | 1          | 1            | 0            | 0            | 0            | 2                   | 0                   | 0                   | 0                   | 4                | 0                | 0                | 0                | 28       | 0      | 7           | 1          |
| G. Simeone        | 28       | 1       | 3           | 0          | 1            | 0            | 0            | 0            | 2                   | 1                   | 2                   | 1                   | 6                | 1                | 1                | 0                | 37       | 3      | 6           | 1          |
| H. Traorè         | 9        | 0       | 1           | 0          | 0            | 0            | 0            | 0            | 0                   | 0                   | 0                   | 0                   | 2                | 0                | 1                | 0                | 11       | 0      | 2           | 0          |
| A. Zanoli         | 4        | 0       | 1           | 0          | 1            | 0            | 0            | 0            | 0                   | 0                   | 0                   | 0                   | 1                | 0                | 0                | 0                | 6        | 0      | 1           | 0          |
| A. Zerbin         | 7        | 0       | 0           | 0          | 0            | 0            | 0            | 0            | 2                   | 2                   | 1                   | 0                   | 0                | 0                | 0                | 0                | 9        | 2      | 1           | 0          |
| P. Zieliński      | 28       | 3       | 1           | 0          | 0            | 0            | 0            | 0            | 1                   | 0                   | 0                   | 0                   | 6                | 1                | 1                | 0                | 35       | 4      | 2           | 0          |